# تيريزا هورتادو دي أوري
تيريزا هورتادو دي أوري (بالإسبانية: Teresa Hurtado de Ory)‏ هي ممثلة إسبانية، ولدت يوم 6 مايو 1983 في إشبيلية في إسبانيا.

## روابط خارجية
- تيريزا هورتادو دي أوري على موقع IMDb (الإنجليزية)
- تيريزا هورتادو دي أوري على موقع قاعدة بيانات الفيلم (الإنجليزية)

لم يتم العثور على روابط لمواقع التواصل الاجتماعي.